# Army Distinguished Service Medal
Pour les articles homonymes, voir Distinguished Service Medal et DSM.
Ne doit pas être confondu avec Distinguished Service Cross (États-Unis).
La Distinguished Service Medal, couramment dénommée DSM, est une décoration militaire des États-Unis créée par une loi du Congrès des États-Unis le 9 juillet 1918.
Contrairement à la Distinguished Service Cross (DSC) qui est décernée uniquement pour les actions au combat, la DSM n'a pas cette restriction.

## Historique
La Army Distinguished Service Medal est décernée à toute personne qui aura servi dans les forces armées des États-Unis d'Amérique et qui s'est distinguée par des états de service dont le mérite et l'importance pour le gouvernement des États-Unis auront été exceptionnels.
Lorsque les états de service ne concernent pas une guerre en cours, le terme duty of great responsibility s'appliquera à un éventail de faits plus restreint qu'en temps de guerre, et il faudra que l'aspect exceptionnel des faits soit évident et significatif. Néanmoins, la décision de décerner la Distinguished Service Medal pourra se justifier par accumulation, succession d'états de services exceptionnels dont la portée aura été d'une grande importance.
La Army Distinguished Service Medal peut être décernée à une personne ne faisant pas partie des forces armées américaines par approbation du Président des États-Unis.

## Récipiendaires
Les commandants des armées alliées pendant la Première Guerre mondiale ont été les premiers à recevoir la Distinguished Service Medal :
1. Maréchal Ferdinand Foch ;
2. Maréchal Joseph Joffre ;
3. Général Philippe Pétain ;
4. Général Robert Nivelle ;
5. General Sir Arthur Currie Canada ;
6. General Sir John Monash Australie ;
7. Field Marshal Douglas Haig, 1st Earl Haig Grande-Bretagne ;
8. General Armando Diaz Italie ;
9. Général Cyriaque Gillain Belgique ;
10. General John Joseph Pershing - États-Unis d'Amérique ;
11. Voïvode Živojin Mišić - Serbie ;
12. Général Édouard de Castelnau ;
13. Général Mariano Goybet (1924)[1].

Parmi les autres récipiendaires, on peut citer:
- Général Henri Claudon (1919) ;
- Général Georges de Bazelaire (1919) ;
- Albert Claveille  (1919), ministre des Travaux publics et des transports ;
- Général Henri Mordacq (1919) ;
- Général Ernest Joseph Blondlat  (1919) ;
- Général Augustin Dubail (1919) ;
- Maréchal Fayolle (1919) ;
- Albert Caquot (1919), commandant de l'armée française ;
- Général Jean Linard (1919), chef de la mission militaire française près l’Armée américaine, décoré pour son rôle, alors qu'il est colonel, auprès de l’American Expeditionary Forces (AEF) en 1918[2] ;
- Anna Howard Shaw, pour son poste au Women’s Committee of the Council of National Defense (1917)[3]
- Reba Cameron, infirmière de l'armée des États-Unis